# 환상의 나라
《환상의 나라》는 2021년 7월 28일에 디지털로 발매하고, 8월 19일에 CD로 발매한 대한민국의 인디 록 밴드 잔나비의 세 번째 정규 음반이다. 이 음반은 현재 한국 대중음악신에서 찾아보기 힘든 곡마다 스토리가 이어지는 콘셉트 음반, 록 오페라의 형식으로 만들어진 음반으로, "환상의 나라"라는 가상의 공간으로 들어갔다 나온다는 콘셉트를 가지고 있다. 특히 음반의 부제인 《지오르보 대장과 구닥다리 영웅들》이나 수록곡인 〈비틀 파워!〉 등을 보면 같은 콘셉트 음반인 비틀즈의 음반 《Sgt. Pepper's Lonely Hearts Club Band》의 영향도 꽤나 묻어나 있다.

## 배경
이 음반은 음악적으로는 전반적으로 아트 록 적인 구성을 취한 부분이 많은 음반으로, 그때문에 전작에 비해 좀 더 비대중적인 느낌이 강하다. 전작 이상으로 현악의 비중이 커졌으며, 전체적으로 곡들이 《환상의 나라》라는 제목에 걸맞게 놀이공원에 깔리는 음악이나 디즈니 음악풍으로 매우 웅장하고 화려하다. 또한 곡이 진행되다 갑자기 템포가 빠르게 전환되는 〈로맨스의 왕〉, 변화무쌍한 전개가 돋보이는 〈페어웰 투 암스! + 요람 송가〉 등 실험적인 전개를 취한 곡들이 많다.
음 자체가 특정 곡들이 상업적으로 조명을 받기는 애매한 콘셉트 음반인데다가 전작인 《MONKEY HOTEL》과 《전설》에 비해 상당히 실험적인 부분이 많아서 상업적으로는 2집보다 상당히 부진했지만 음악적으로는 전작 이상으로 좋은 평을 받았다. 잔나비 정도 되는 대형 밴드가 전작의 성공에 안주하지 않고 음악적으로 모험을 한 것 자체만으로도 호의적인 시선을 보내는 평론가나 음악 마니아들이 많다.

## 평가
| 전문가 평가 | 전문가 평가 |
| 평가 점수   | 평가 점수   |
| 출처        | 점수        |
| ----------- | ----------- |
| 이즘        | 4/별        |

이즘의 김상엽은 "대중적인 히트를 기록한 밴드는 결코 현실에 안주하지 않았다. 쉽게 실현할 수 없는 아이디어를 토대로 장중한 서사를 가진 콘셉트 앨범을 기획하며 한 걸음 도약을 위한 발판을 멋스럽게 구축한다. 특정 싱글에 임팩트를 부여하기보다는 내러티브의 유기적인 흐름을 견고하게 형성하며 싱글 단위로 곡을 소비하는 스트리밍의 시대에 한숨에 즐길 수 있는 앨범 단위의 청취를 제안했다. 요새 음악에서 쉬이 찾아볼 수 없는 낯선 문법을 취하면서도 아티스트와 함께 교감할 수 있는 메시지와 대중친화적인 음들의 향연도 놓치지 않으며 잔나비가 지휘하는 쇼의 무대로 대중을 끌어들인다."라고 평가했다.

## 곡 목록
작사는 모두 최정훈이 맡았고, 작곡은 모두 최정훈, 김도형이 맡았다.
| #   | 제목                              | 재생 시간 |
| --- | --------------------------------- | --------- |
| 1.  | 〈환상의 나라〉                   | 1:08      |
| 2.  | 〈용맹한 발걸음이여〉             | 3:16      |
| 3.  | 〈비틀 파워!〉                    | 3:06      |
| 4.  | 〈고백극장〉                      | 3:09      |
| 5.  | 〈로맨스의 왕〉                   | 3:44      |
| 6.  | 〈페어웰 투 암스! + 요람 송가〉   | 4:40      |
| 7.  | 〈소년 클레이 피전〉              | 1:46      |
| 8.  | 〈누구를 위한 노래였던가〉        | 3:43      |
| 9.  | 〈밤의 공원〉                     | 4:47      |
| 10. | 〈외딴섬 로맨틱〉                 | 3:43      |
| 11. | 〈블루버드, 스프레드 유어 윙스!〉 | 2:13      |
| 12. | 〈굿바이 환상의 나라〉            | 1:16      |
| 13. | 〈컴백홈〉                        | 3:22      |